# Liste der Truppenteile des Sanitätsdienstes Heer der Bundeswehr

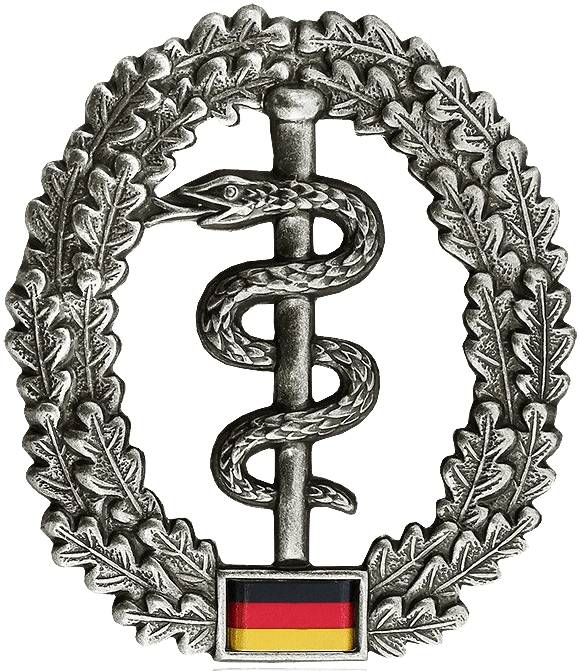
Barettabzeichen des Sanitätsdienst Heer

Die Liste der Truppenteile des Sanitätsdienstes Heer der Bundeswehr enthält alle aufgelösten, aktiven und nicht aktiven (Geräteeinheiten, gekaderte Bataillone) Verbände und Großverbände des Sanitätsdienstes Heer sowie eine kurze Übersicht über ihren Aufstellungszeitpunkt, Stationierungsorte, Unterstellung und über ihre Auflösung oder Umbenennung. Die Liste umfasst auch Verbände die nicht vollständig aber zu bedeutenden Anteilen aus Soldaten der Sanitätstruppe bestehen, sowie die Vorgänger im Heer, die unter der Bezeichnung Sanitätstruppe bekannt war.

## Einführung in die Nummerierungskonventionen
Seit der Heeresstruktur II bis etwa 1990 erfolgte die Nummerierung der Sanitätsverbände anhand einer stringenten Nummerierungskonvention. In dieser Zeit konnte man der Bezeichnung meist direkt die Unterstellung des Bataillons oder des Regiments entnehmen. Bei Unterstellungswechseln, Umgliederungen etc. wurde die Nummer bis auf Ausnahmefälle in der Regel jeweils konsequent angepasst. In dieser Zeit gilt umgekehrt aber auch, dass Verbände gleicher Nummer nicht immer in derselben Traditionslinie gesehen werden können. Nach 1990 und Eingliederung von Teilen der aufgelösten Nationalen Volksarmee und den erheblichen Umgliederungen in den Jahren nach Ende des Kalten Krieges wurde diese Anpassung oft nicht mehr vorgenommen; die Verbände behielten aus Tradition oft ihre Bezeichnung. Ihre Unterstellung lässt sich damit aus ihrer Nummer meist nicht mehr ableiten. Gewisse Rückschlüsse ergeben sich aber in Bezug auf ihre Herkunft und Traditionslinie. Im Folgenden wird die Systematik geordnet nach Größenordnungen der Verbände vorgestellt. Die nachfolgenden Überlegungen zur Systematik der Bezeichnung bleiben aber auch für die Zeit vor 1990 stets nur als prinzipielles Konzept zu verstehen. Im Falle von Truppenversuchen, in der Aufstellungs- und Auflösungsphase etc. sind immer wieder Abweichungen von der Regel anzutreffen.

## Legende
Die Legende gilt für alle folgenden Listen
| Legende                               |
| ------------------------------------- |
| Aufgelöster Verband                   |
| Teilaktiver oder nichtaktiver Verband |
| Aktiver Verband                       |

## Kommandos
Die Sanitätskommandos waren Kommandos in Brigadestärke auf Ebene der der Korps und der Territorialkommandos. Jedem der deutschen Korps (I., II., III. Korps) wurde jeweils ein Sanitätskommando als Teil der Korpstruppen in der Heeresstruktur III unterstellt. Ihre Bezeichnung glich dabei zuletzt der Nummer des übergeordneten Korps (Sanitätskommando 1 für das I. Korps, Sanitätskommando 2 für das II. Korps usw.). Im Territorialheer erhielten die korpsähnlichen Territorialkommandos jeweils ein Sanitätskommando mit den typischen Nummern 800 (Territorialkommando Nord), 850 (Territorialkommando Süd) und 600 (Territorialkommando Schleswig-Holstein).
|  | Bezeichnung | Aufstellung (aus) | Stabssitz       | Verbleib       | Bemerkung                                                       |
|  | ----------- | ----------------- | --------------- | -------------- | --------------------------------------------------------------- |
|  | SanKdo 1    | 1972              | Münster         | 1993 aufgelöst | unterstand I. Korps                                             |
|  | SanKdo 2    | 1972              | Ulm             | 1993 aufgelöst | unterstand II. Korps                                            |
|  | SanKdo 3    | 1972              | Koblenz         | 1993 aufgelöst | unterstand III. Korps                                           |
|  | SanKdo 600  | 1969              | Neumünster      | 1994 aufgelöst | unterstand TerrKdo SH; einige Truppenteile im V-Fall zu LANDJUT |
|  | SanKdo 800  | um 1969           | Mönchengladbach | 1993 aufgelöst | unterstand TerrKdo Nord                                         |
|  | SanKdo 850  | bis 1985          | Mannheim        | 1994 aufgelöst | unterstand TerrKdo Süd                                          |

## Brigaden
|  | Bezeichnung | Aufstellung (aus)      | Stabssitz             | Verbleib                                                              | Bemerkung                                 |
|  | ----------- | ---------------------- | --------------------- | --------------------------------------------------------------------- | ----------------------------------------- |
|  | SanBrig 1   | 1993 (aus SanKdo 1)    | Leer                  | 2003 Teile zur Aufstellung SanKdo I; Umgliederung Stab in Kdo SES     | ab 2001 ZSanDBw                           |
|  | SanBrig 2   | 1993 (aus SanKdo 2)    | Ulm                   | 2003? möglicherweise Teile zur Aufstellung SanKdo IV                  | ab 2001 ZSanDBw                           |
|  | SanBrig 4   | 1993 (aus SanBrig Ost) | (bis 1997?) Perleberg | 1997? oder erst 2003 möglicherweise Teile zur Aufstellung SanKdo III? | ab 2001 ZSanDBw?                          |
|  | SanBrig Ost | 1991?                  | Perleberg             | 1993? Umgliederung in SanBrig 4                                       | unterstellt Korps/Territorialkommando Ost |

## Abkürzungen
- SanKdo → Sanitätskommando
- SanBrig → Sanitätsbrigade
- LANDJUT → Hauptquartier der Alliierten Landstreitkräfte Schleswig-Holstein und Jütland
- TerrKdo → Territorialkommando
- TerrKdo SH → Territorialkommando Schleswig-Holstein